# Visselhövede
Visselhövede (dolnoniem. Visselhöövd) – miasto w Niemczech, w kraju związkowym Dolna Saksonia, w powiecie Rotenburg (Wümme).

## Geografia
Miasto Visselhövede położone jest ok. 66 km na wschód od Bremy i ok. 19 km na południowy wschód od miasta Rotenburg (Wümme).

## Historia
Visselhövede wymienione zostało po raz pierwszy w dokumencie z 1258 r.
W 1874 r. miejscowość uzyskała połączenie kolejowe, a w 1938 r. prawa miejskie.

## Dzielnice miasta
| - Bleckwedel - Buchholz - Dreeßel - Drögenbostel - Hiddingen - Jeddingen - Kettenburg | - Lüdingen - Nindorf - Ottingen - Rosebruch - Schwitschen - Wehnsen - Wittorf |

## Komunikacja
Przez Visselhövede przebiega droga krajowa B440.